# Vârtop (okręg Dolj)
Vârtop – wieś w Rumunii, w okręgu Dolj, w gminie Vârtop. W 2011 roku liczyła 1658 mieszkańców.